# Árnadalstindur
Árnadalstindur är ett berg på ön Streymoy i Färöarna. Berget har en högsta topp på 718 meter vilket gör berget till en av öns tio högsta toppar. Berget är beläget knappt 20 kilometer från Färöarnas huvudstad Torshamn.